# シチリア!シチリア!
『シチリア!シチリア!』（Baarìa）は、2009年のイタリアのドラマ映画。
監督はジュゼッペ・トルナトーレ、出演はフランチェスコ・シャンナとマルガレット・マデなど。
トルナトーレ監督の故郷シチリアの小さな町を舞台に、激動の時代を生きた1人の男の波瀾万丈の人生を描いている。
舞台となる町はバゲリーアであり、原題のBaarìaはそのシチリア語での呼び名。また、主人公のペッピーノは監督の父親がモデルで、監督自身をモデルとする人物（ピエトロ）も登場する。

## キャスト
- ペッピーノ: フランチェスコ・シャンナ（イタリア語版）
- マンニーナ（ペッピーノの妻）: マルガレット・マデ（イタリア語版）
- タナ（マンニーナの祖母）: リナ・サストリ（イタリア語版）
- サリナ（マンニーナの母）: アンヘラ・モリーナ
  - 少女時代: ニコール・グリマウド（イタリア語版）
- ニーノ（ペッピーノの兄）: サルヴォ・フィカッラ（イタリア語版）
- ルイジ: ヴァレンティノ・ピコーネ（イタリア語版）
- 物乞い: リナ・サストリ（イタリア語版）
- 物乞いの息子: ルイジ・ロ・カーショ
- Minicu: エンリコ・ロー・ヴェルソ（イタリア語版）
- 共産党代表: ミケーレ・プラチド
- ローマの新聞記者: ラウル・ボヴァ
- チッコ（ペッピーノの父親）:ガエタノ・アロニカ（イタリア語版）
- レンガ職人の恋人: モニカ・ベルッチ

## 公開
第66回ヴェネツィア国際映画祭でオープニング作品として初上映された。
日本では、第22回東京国際映画祭のWORLD CINEMA部門で『バーリア』の題で上映され、翌2010年12月18日に一般公開された。

## 受賞・ノミネート
| 映画賞                 | 部門         | 候補                     | 結果       |
| ---------------------- | ------------ | ------------------------ | ---------- |
| ヴェネツィア国際映画祭 | 金獅子賞     | ジュゼッペ・トルナトーレ | ノミネート |
| ヴェネツィア国際映画祭 | SNGCI賞      | ジュゼッペ・トルナトーレ | 受賞       |
| ゴールデングローブ賞   | 外国語映画賞 | 外国語映画賞             | ノミネート |